# Damer de la blenera
El damer de la blenera (Melitaea trivia) és una espècie de lepidòpter papilionoïdeu de la família dels nimfàlids (Nymphalidae) present als Països Catalans.

## Distribució
Es distribueix pel sud d'Europa, Turquia, Orient Mitjà, l'Iran, Afganistan, sud de Rússia, el Kazakhstan, nord del Pakistan i nord de l'Índia. A la península Ibèrica es troba en poblacions al nord i centre i alguna aïllada a les principals serres andaluses.

## Hàbitat
Zones amb flors, càlides i seques; també camps de cultiu abandonats. L'eruga s'alimenta de plantes del gènere Verbascum, a la península Ibèrica sobretot de Verbascum thapsus i Verbascum pulverulentum.

## Període de vol i hibernació
Dues generacions a l'any: la primera entre mitjans d'abril i començaments de maig i la segona entre juny i agost. Hiberna com a eruga en nius de seda.

## Descripció

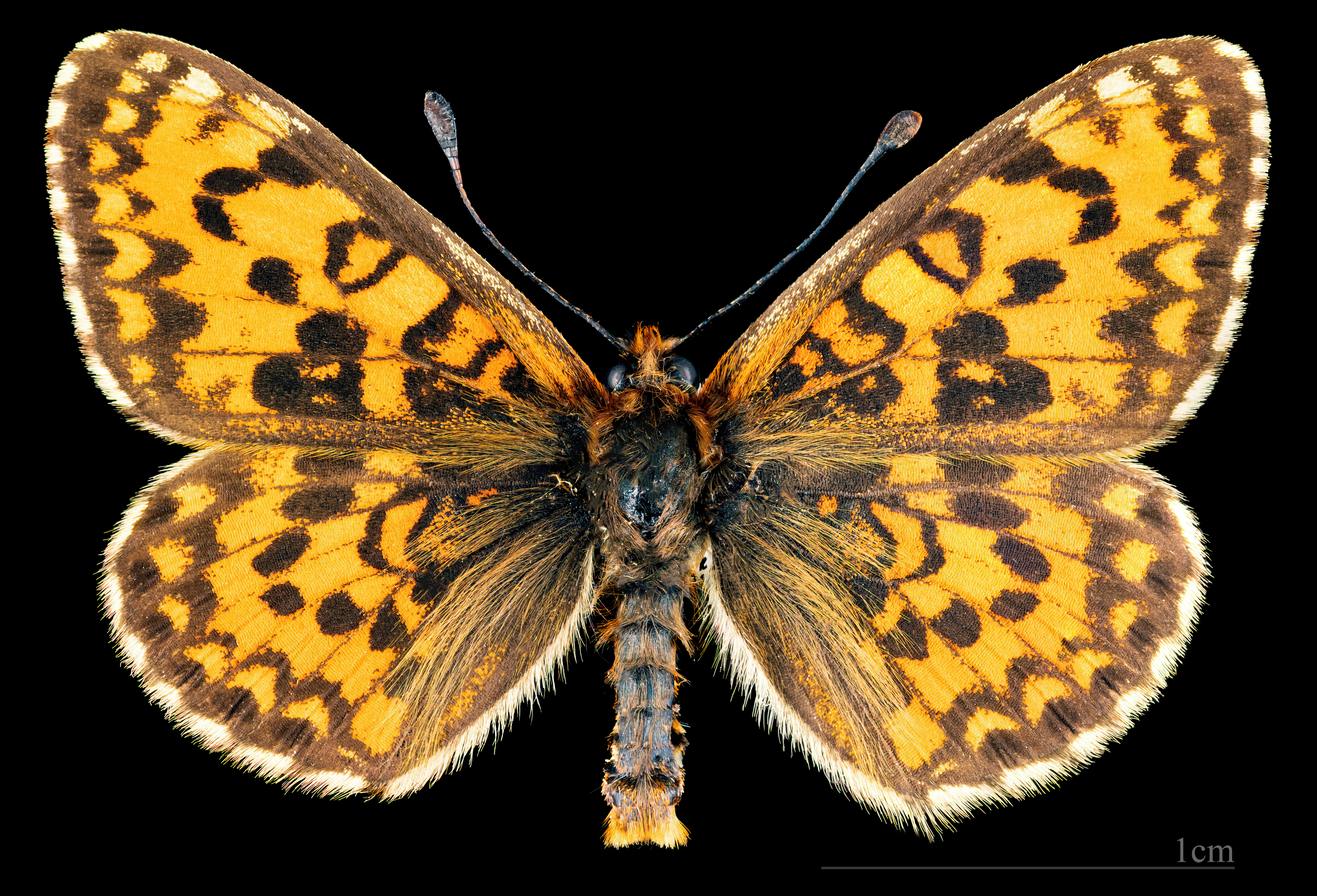
Melitaea trivia ♂
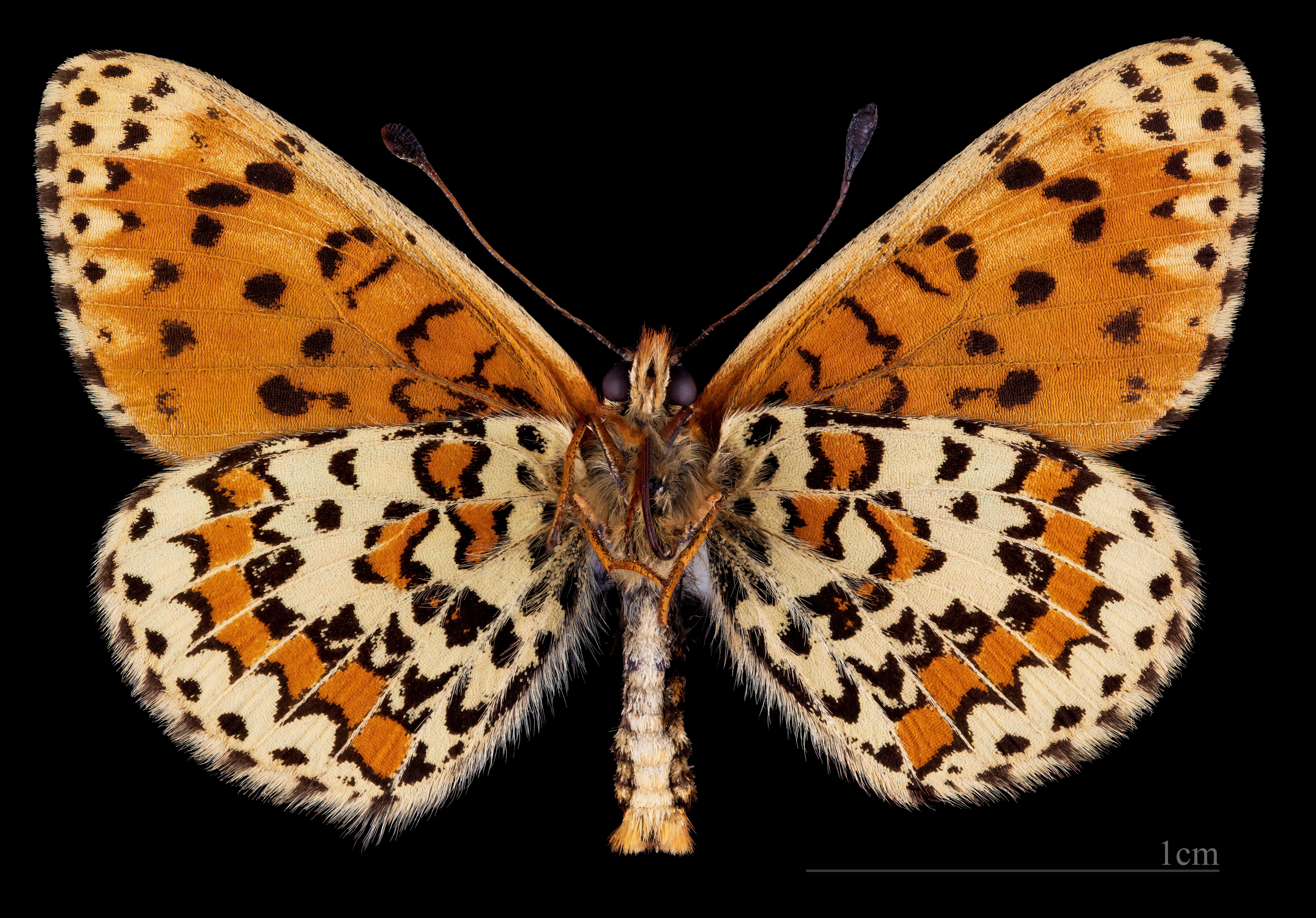
Melitaea trivia ♂ △
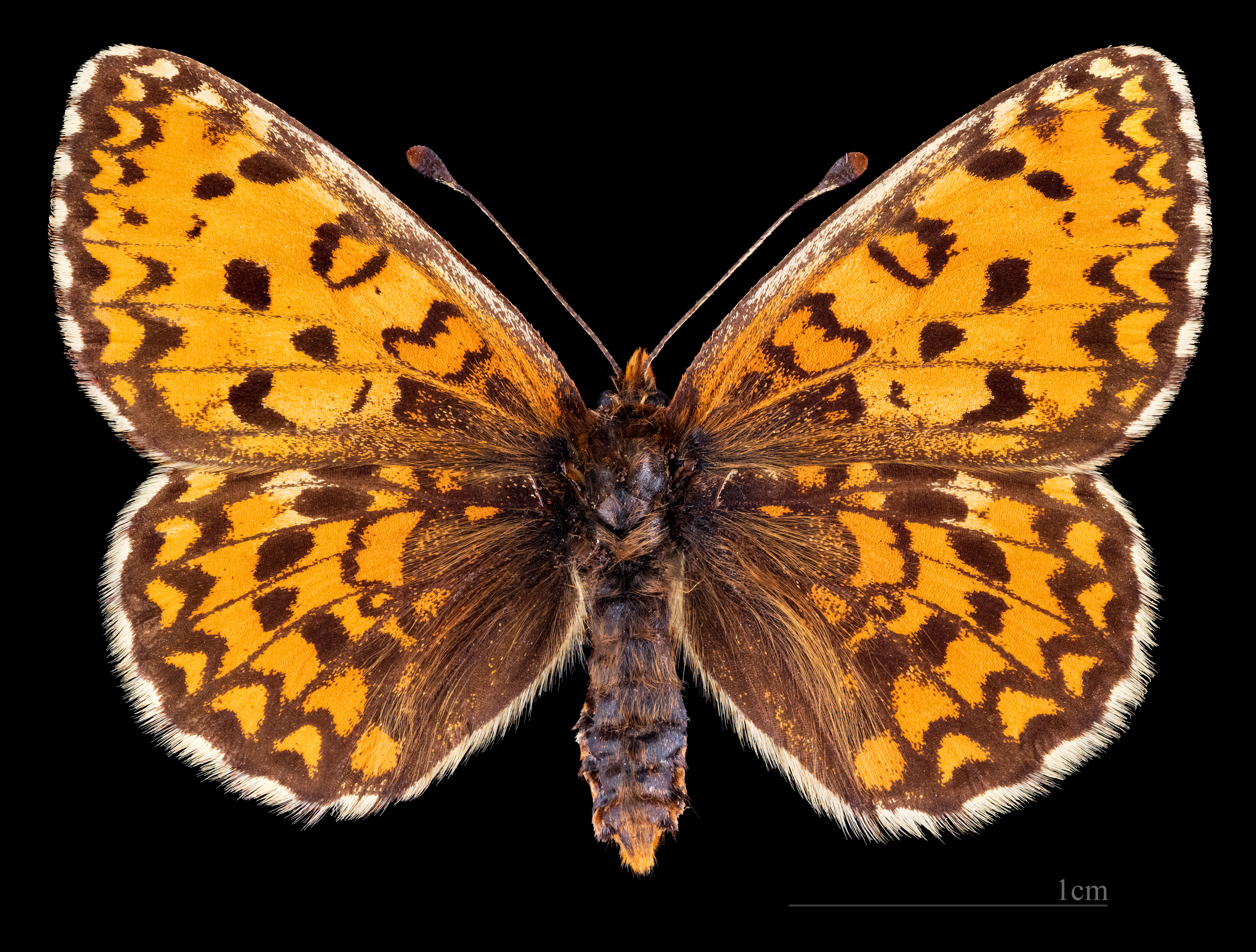
Melitaea trivia ♀
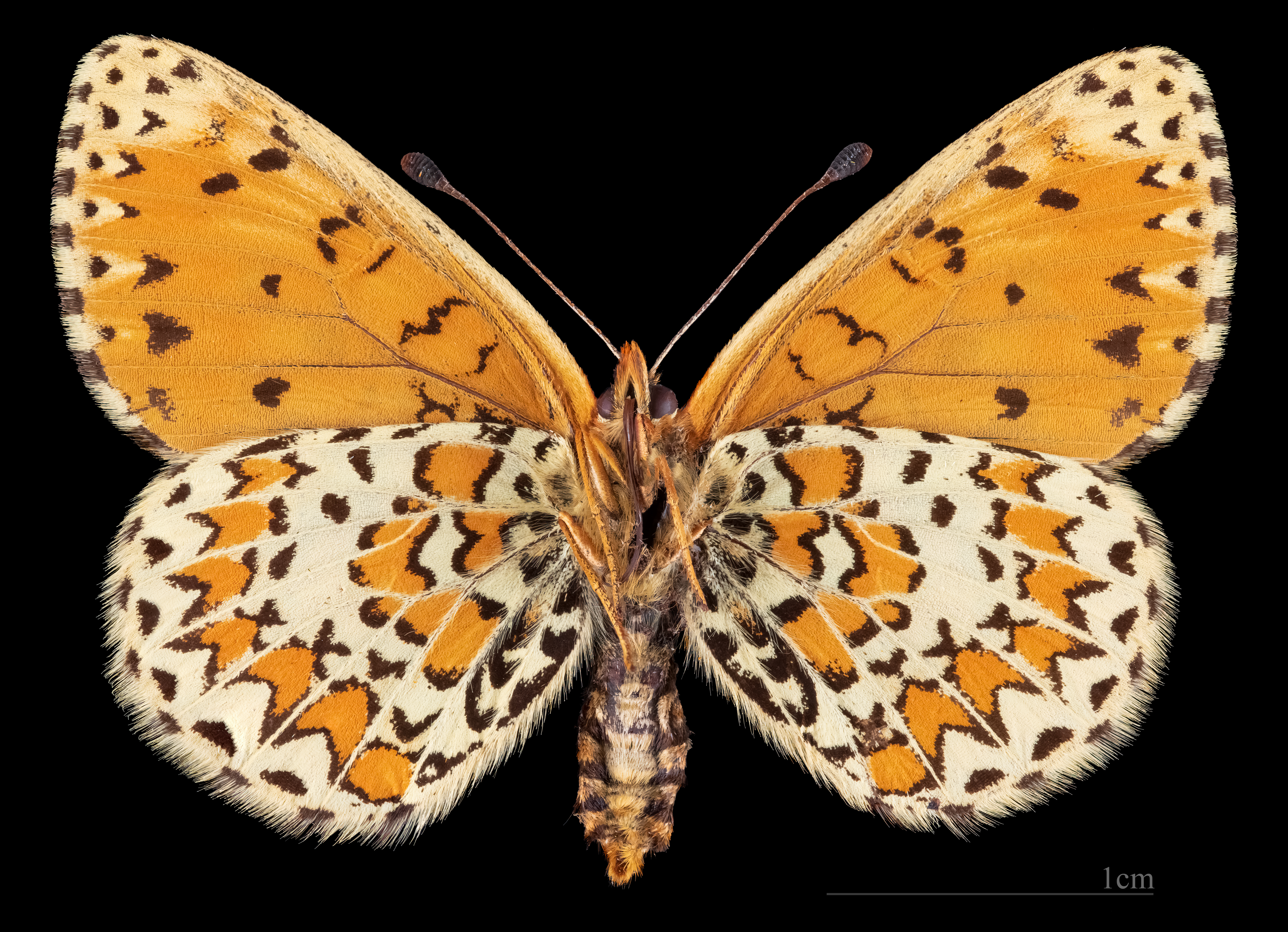
Melitaea trivia ♀ △